# Joan Senent Anaya
Joan Josep Senent i Anaya (Valence, 23 novembre 1916 - 22 décembre 1975) est un journaliste et éditeur espagnol, connu pour son activité de promotion de la langue de la langue catalane et de la culture valencienne.
Il est fils de l'archéologue valencien Joan Josep Senent Ibáñez.

## Biographie
Il participe au processus de création des premières librairies vendant régulièrement des livres en catalan au Pays valencien, comme Can Boïls, Concret et Tres i Quatre, ainsi que le distributeur Brot.
Il est rédacteur et directeur de la revue Gorg.
Il est l'auteur de En defensa del regionalismo (proceso a la revista Gorg) (« En défense du régionalisme (procès de la revue Gorg) ») publié après sa mort, dans lequel il dénonce la censure franquiste qui a conduit a la fermeture de Gorg après 29 numéros et 3 ans d'existence,.
il est aussi l'auteur de Els xiquets i la circulació (« Les enfants de la circulation », 1971) et de València (« Valence »), écrit avec Maria Àngels Martínez Castells.
En 1973, il fait partie de la Commission interdiocésaine valentine dirigée par Pere Riutort aux côtés d'autres intellectuels de ces années-là, comme Josep Gea Escolano, Josep Alminyana i Vallés, Josep Amengual i Batle, Francesc de Borja Moll, Beatriu Civera, Vicent Sorribes i Gramatge, Manuel Sanchis Guarner, Xavier Casp, Enric Valor ou Francesc Ferrer Pastor.